# Resolutie 144 Veiligheidsraad Verenigde Naties
Resolutie 144 van de Veiligheidsraad van de Verenigde Naties werd aangenomen op 19 juli 1960. De door Argentinië en Ecuador opgestelde resolutie werd gestemd met negen tegen geen en onthoudingen van Polen en de Sovjet-Unie.
Er werd besloten een rapport van de Organisatie van Amerikaanse Staten af te wachten met betrekking tot het dispuut tussen Cuba en de Verenigde Staten. De vertegenwoordiger van Cuba bij de VN was ook uitgenodigd geweest bij het voorafgaande debat over de kwestie.

## Achtergrond
Na de Cubaanse Revolutie in 1959, waarbij Cuba communistisch was geworden, verslechterden de relaties van de eilandstaat met de Verenigde Staten snel. De VS begonnen handelsbeperkingen op te leggen die uiteindelijk leidden tot een volledig embargo dat tot op de dag van vandaag standhoudt. Na de explosie op de La Coubre in de haven van Havanna liepen de spanningen nog verder op. De explosie op het schip, dat Belgische munitie aanvoerde, werd namelijk aan de Amerikaanse geheime dienst toegeschreven.
Op 11 juli 1960 had Cuba een klacht ingediend bij de Veiligheidsraad over de bedreigingen en agressie door de VS tegen de nieuwe Cubaanse regering. Ook zou de VS Cubaanse oorlogsmisdadigers beschermen, plannen voor een invasie door antirevolutionairen ondersteunen en regelmatig het Cubaanse luchtruim schenden. In een brief op 15 juli maakte de VS gewag van Cubaanse provocaties en lastercampagnes, zoals die rond het incident met de La Coubre, bedoeld om de spanningen te doen toenemen.

## Inhoud
De Veiligheidsraad had de verklaringen van de Cubaanse Minister van Buitenlandse Zaken en de leden van de Veiligheidsraad gehoord. De raad nam de artikelen °24, °33—°36, °52 en °103 van het Handvest van de Verenigde Naties in acht evenals de artikelen °20 en °102 van het Handvest van de Organisatie van Amerikaanse Staten (OAS), waarvan zowel Cuba als de VS lid waren, in acht.
De Veiligheidsraad was diep bezorgd om de situatie tussen Cuba en de VS. Bedacht werd dat elke VN-lidstaat verplicht was internationale disputen op vreedzame wijze op te lossen, zodat de internationale vrede en veiligheid niet in het gedrang kwamen. Opgemerkt werd dat deze situatie behandeld werd door de OAS.
De behandeling van de kwestie werd geschorst in afwachting van een rapport van de OAS. De leden van de OAS werden gevraagd te helpen een vreedzame oplossing te vinden. Bij alle andere landen werd erop aangedrongen geen acties te ondernemen die de spanningen tussen Cuba en de VS konden doen oplopen.
Lijst ·  133 ·  134 ·  135 ·  136 ·  137 ·  138 ·  139 ·  140 ·  141 ·  142 ·  143 ·  144 ·  145 ·  146 ·  147 ·  148 ·  149 ·  150 ·  151 ·  152 ·  153 ·  154 ·  155 ·  156 ·  157 ·  158 ·  159 ·  160